# Humvee
El Humvee o HMMWV (High Mobility Multipurpose Wheeled Vehicle) és un vehicle militar polivalent que posseeix tracció en les quatre rodes. Ha assumit en gran part les funcions que abans cobria el M151 MUTT d'1/4 de tona; també les del M561, les seves versions ambulància M718A1 i M792, el CUCV, i altres vehicles lleugers de l'exèrcit dels Estats Units.
Els Humvee van ser denominats originalment com Hummer, però aquest terme va quedar reservat més tard per a un vehicle civil utilitari (SUV) basat en el Humvee.

## Característiques
Existeixen almenys 17 variants de l'Humvee en servei amb les Forces Armades dels Estats Units. Estan en servei els transports de càrrega/tropes, plataformes d'armes automàtiques, ambulàncies, portadors del míssil M 220 TOW, motors de M119, pedestal del M-1097, etc.
És capaç de travessar 76 centímetres normalment, o 1,5 metres amb el kit instal·lat. L'equip opcional inclou un torn (capacitat de càrrega màxima 2700 quilograms), i blindatge suplementari. Els portadors d'armament M1025 i M1043/M1044 proporcionen muntatge i capacitats per al llançagranades MK19, la metralladora pesada M2, la metralladora M240G / B i la  M249. El M1114 també ofereix un muntatge similar d'armes.

## Història
En els anys 1970, l'exèrcit dels Estats Units va concloure que els automòbils civils militaritzats que utilitzaven llavors no satisfeien els seus requisits.
El 1977, Lamborghini va desenvolupar el model "Cheetah" per procurar resoldre les especificacions de l'exèrcit.
Al juny de 1981 es va concedir a l'exèrcit un contracte per al desenvolupament de diversos vehicles prototip, que es lliurarien al govern dels Estats Units per a una altra sèrie de proves. La companyia, més endavant, va fer el contracte inicial per a la producció de 55.000 HMMWV, que es lliurarien en 1985.
L'HMMWV s'ha convertit en l'espina dorsal dels vehicles de les forces dels Estats Units al voltant del món. Més de 10.000 van ser utilitzats durant les accions militars a l'Iraq per les forces dels Estats Units i en diferents operacions a tot el món.
Un Humvee nord-americà va ser capturat per l'exèrcit iugoslau durant la guerra del Kosovo i està actualment en exhibició davant de l'edifici militar del museu, al parc de la fortalesa de Kalemegdan, Belgrad, Sèrbia.

## Ús en combat

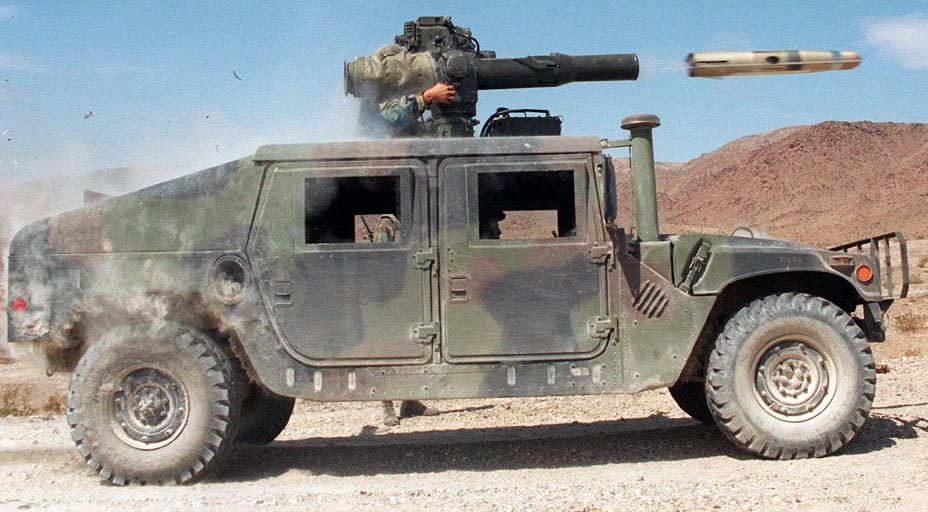
Un HMMWV llançant un míssil TOW.

L'HMMWV va ser dissenyat, sobretot, per al transport de personal. Com el Jeep anterior, l'HMMWV bàsic no té cap blindatge o protecció contra amenaces. No obstant això, les pèrdues eren relativament baixes en operacions convencionals, tals com l'Operació Tempesta del Desert.
Els vehicles i els equips van patir danys considerables i pèrdues durant la batalla de Mogadiscio, a causa del paisatge urbà. No obstant això, amb l'augment de conflictes l'HMMWV ha estat en servei en papers de combat urbà, per als quals no va ser dissenyat originalment.
Després de Somàlia, els militars van reconèixer que necessitaven un HMMWV amb protecció i blindatge. Així van desenvolupar el M1114, 1 HMMWV armat per suportar atacs petits. El M1114 ha estat en producció limitada des 1996. Aquest disseny és superior al M998 amb un motor millor i més gran, aire condicionat i un sistema de suspensió reforçat. Més rellevant és que posseeix una àrea completament blindada, la del passatger, que està protegida per vidre especial amb acer ia prova de bales. Amb l'augment d'atacs directes i de guerrilles a Iraq s'ha incrementat la producció d'aquests vehicles, tot i que s'estan substituint en determinats casos per vehicles MRAP, més apropiats per sobreviure a atacs amb projectils explosius i emboscades.

### Modificacions

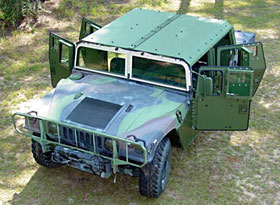
Un HMMWV amb blindatge especial "bolt-on MAK".

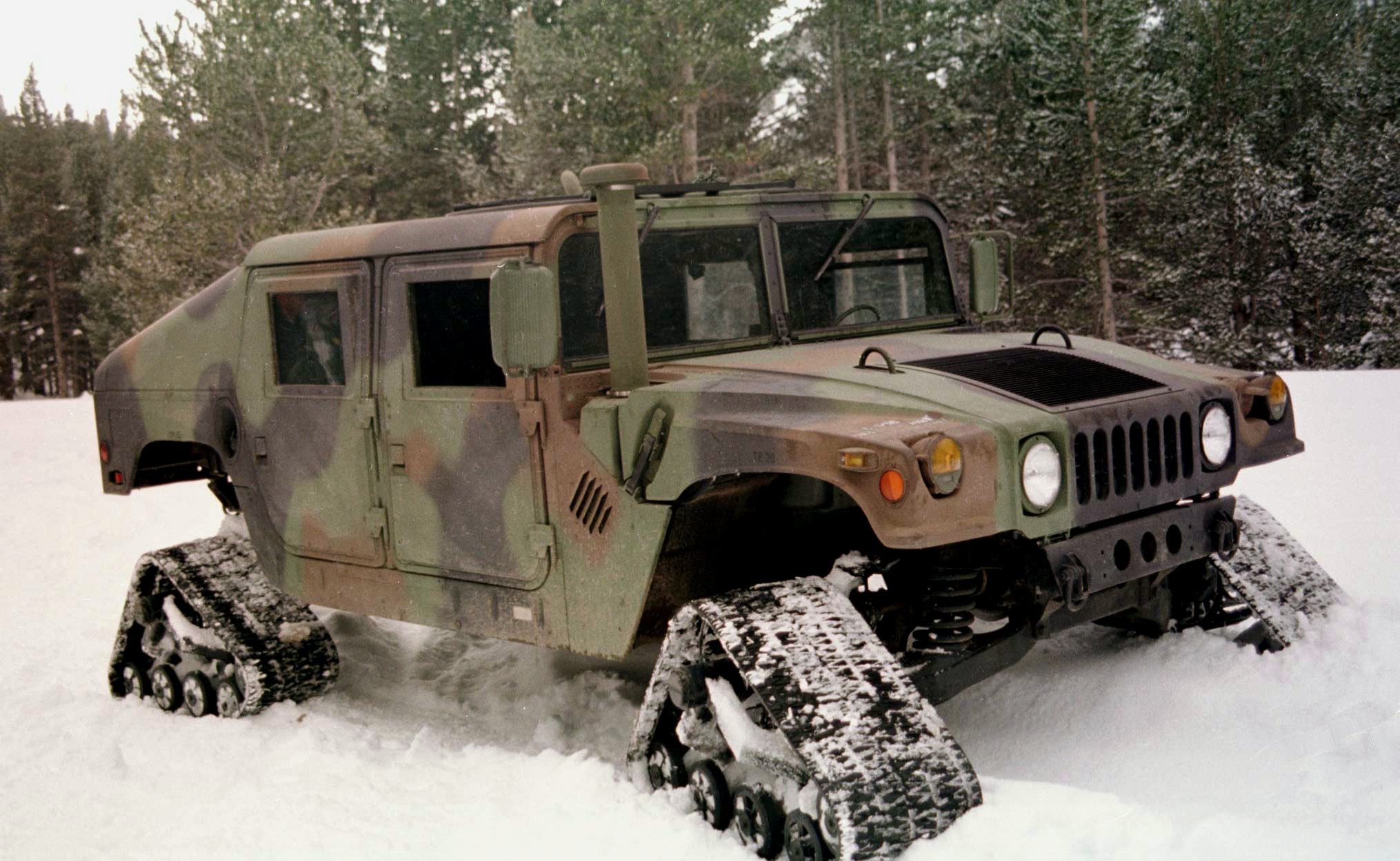
Un HMMWV amb equip especial, per a la neu.

En resposta a la vulnerabilitat dels HMMWV que funcionaven a Iraq, es van dissenyar i instal·lar dos kits de "Blindatge per la part de dalt" en els M998 HMMWV. Aquests kits, dels quals hi ha diversos tipus, inclouen portes blindades amb el vidre a prova de bales, les plaques d'armadura laterals i posteriors i un parabrisa balístic, i ofereixen en conjunt la major protecció contra amenaces balístiques.
Com el paper de les forces nord-americà a l'Iraq va canviar de lluitar contra l'exèrcit iraquià a suprimir les guerrilles, es van fabricar més kits de blindatge. No obstant això, mentre que aquests kits són molt més eficaços contra tots els tipus d'atacs i pesen entre 1.500 a 2.200 lliures, tenen moltes de les mateixes desavantatges que l'armadura improvisada. L'armadura en la majoria de l'HMMWV amb blindatge a dalt es porta bé contra atacs laterals.
Els kits de blindatge inclouen el kit de "blindatge de supervivència" (DEMANI), el FRAG 5, FRAG 6, tan bo com els kits de millora al M1151. El FRAG 5, el més recent kit de blindatge, ofereix una major protecció però pot encara ser inadequat per aturar atacs de tipus " EFP". El FRAG 6, encara en desenvolupament, no obstant la seva forta protecció, té un cost més alt. Se li afegeixen 1,000 lliures al vehicle sobre el FRAG 5 i l'amplada del vehicle és augmentada en 61 mm. A més, les portes poden requerir un dispositiu mecànic d'ajuda per obrir i tancar. Un altre desavantatge és que en un accident o atac, les portes pesadament blindades tendeixen a atorarse, atrapant a les tropes i impedint que la seva evacuació pugui dur a terme.
Els militars dels Estats Units actualment estan avaluant una nova forma de protecció desenvolupada per BAE Systems tan eficient com els sistemes dissenyats per l'exèrcit. Els seients dels nous artillers estan protegits per 45,72-60,96 mm), de plaques d'acer altes, amb les finestres de vidre a prova de bales.

### Alternatives
El 2007, el Cos de Marines dels Estats Units va anunciar la intenció de substituir tots els HMMWV a l'Iraq per vehicles blindats contra mines (MRAP) i ha publicat els contractes per a la compra de diversos milers d'aquests vehicles, que inclouen el  BAE OMC RG-31, el BAE RG-33, etc.
Models més pesats de vehicles de la infanteria (IMV) es poden també utilitzar per a patrulla. Una debilitat seriosa és la seva grandària, que ha limitat el seu desplegament a l'Afganistan perquè és massa gran per a molts mitjans de transport aeri. Aquesta grandària també limita la capacitat perquè el vehicle sigui manipulat en certes situacions.

## Reemplaçament

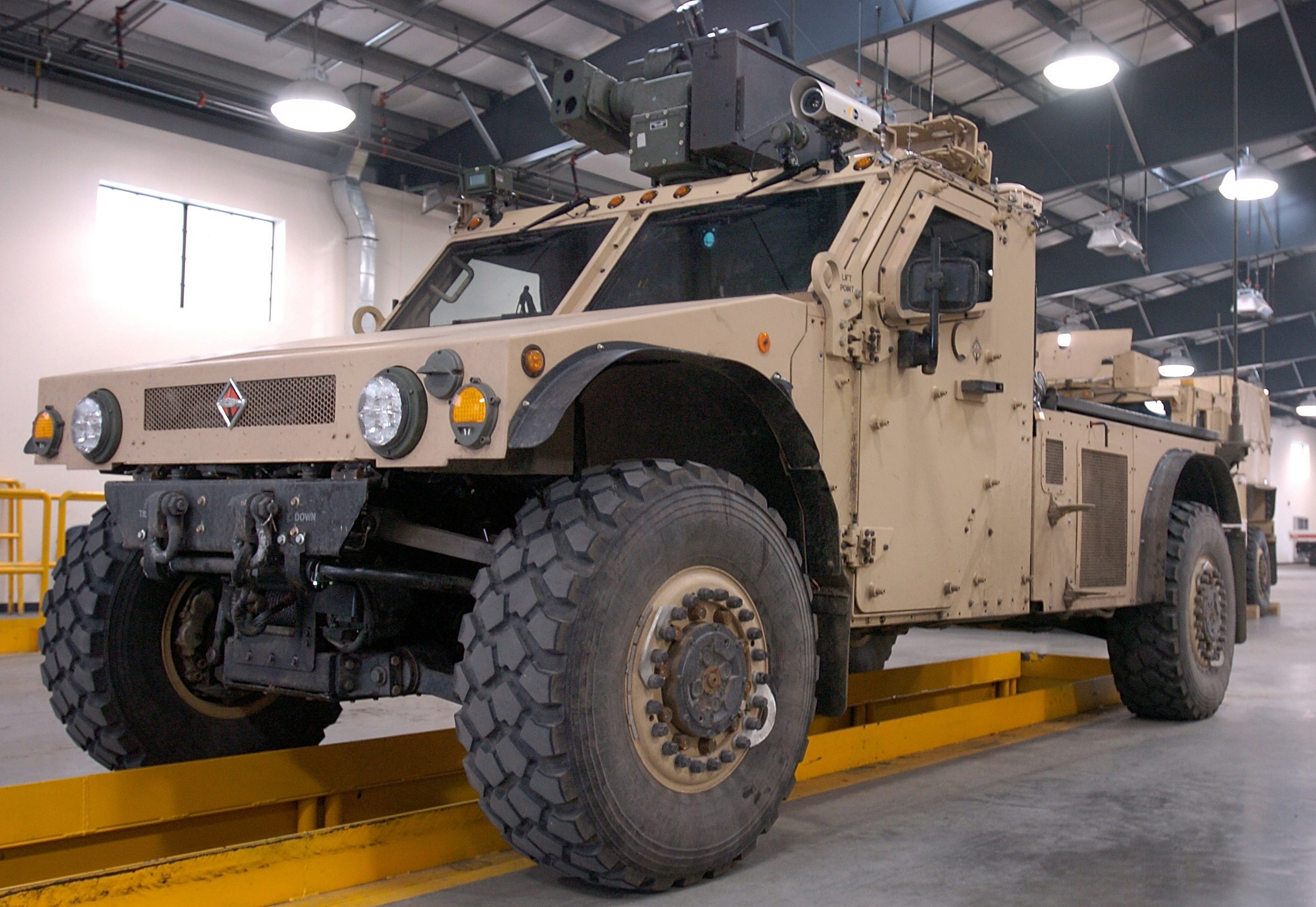
El prototip de l'International FTTS.

El procés del reemplaçament de l'HMMWV està sent impulsat per les Forces Armades dels Estats Units. Actualment, es troben perseguint diverses iniciatives per substituir a curt i llarg termini. Els esforços immediats, utilitzen els vehicles comercials disponibles, com a part del programa MRAP. Els esforços a llarg termini inclouen el vehicle tàctic lleuger comú i els programes dels sistemes tàctics futurs del carro, que se centren actualment en els requisits per al reemplaçament de l'HMMWV i la investigació i avaluació de la tecnologia. Diversos prototips de vehicles, tals com el "MillenWorks Light Utility Vehicle", "Internacional FTTS" i el "ULTRA AP", s'han construït com a part d'aquests esforços.

## Operadors

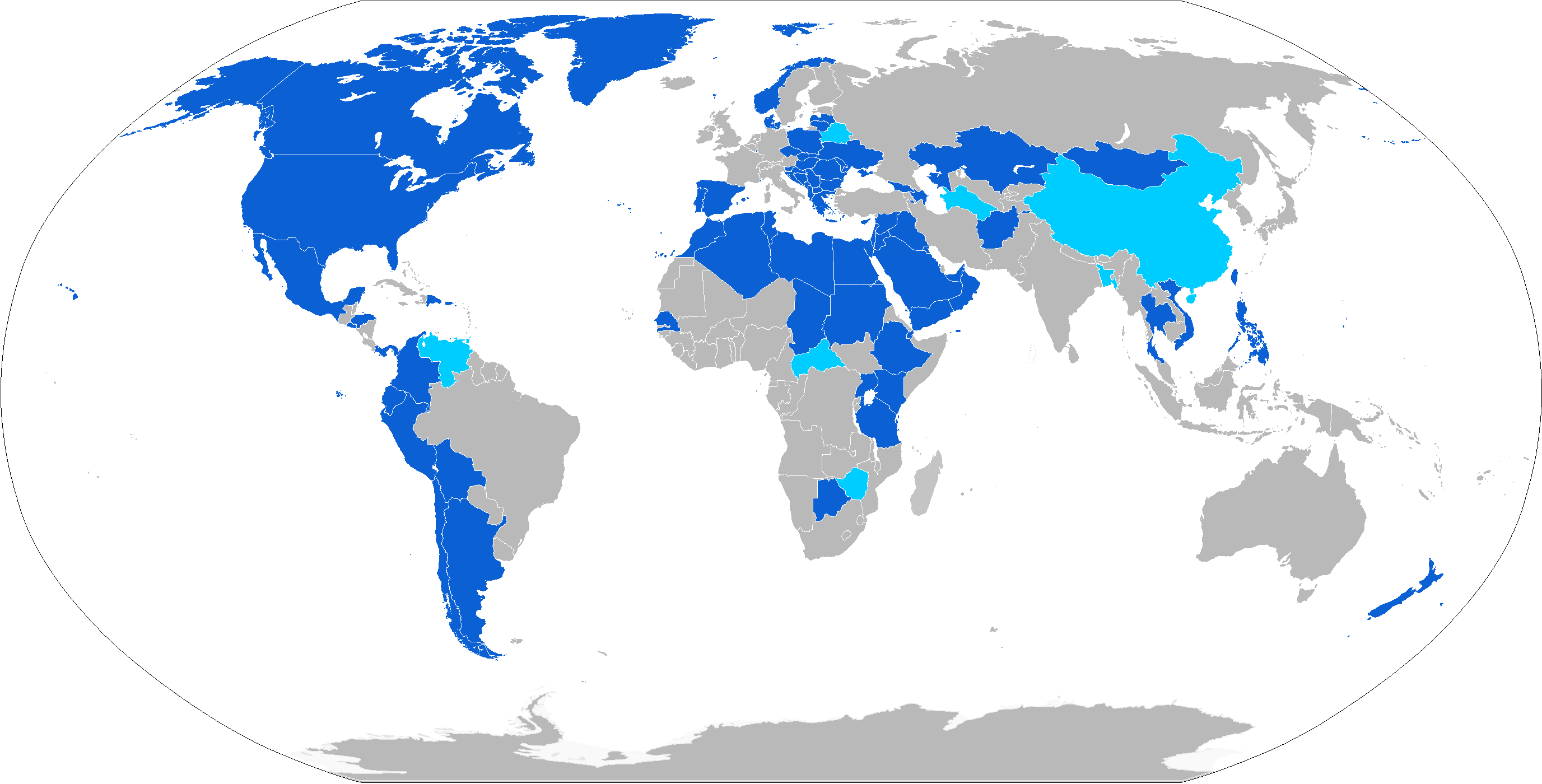
Mapa dels operadors de l'HMMWV. En blau fosc es mostren els operadors del Humvee original, i en blau clar els operadors de còpies xineses de l'HMMWV.

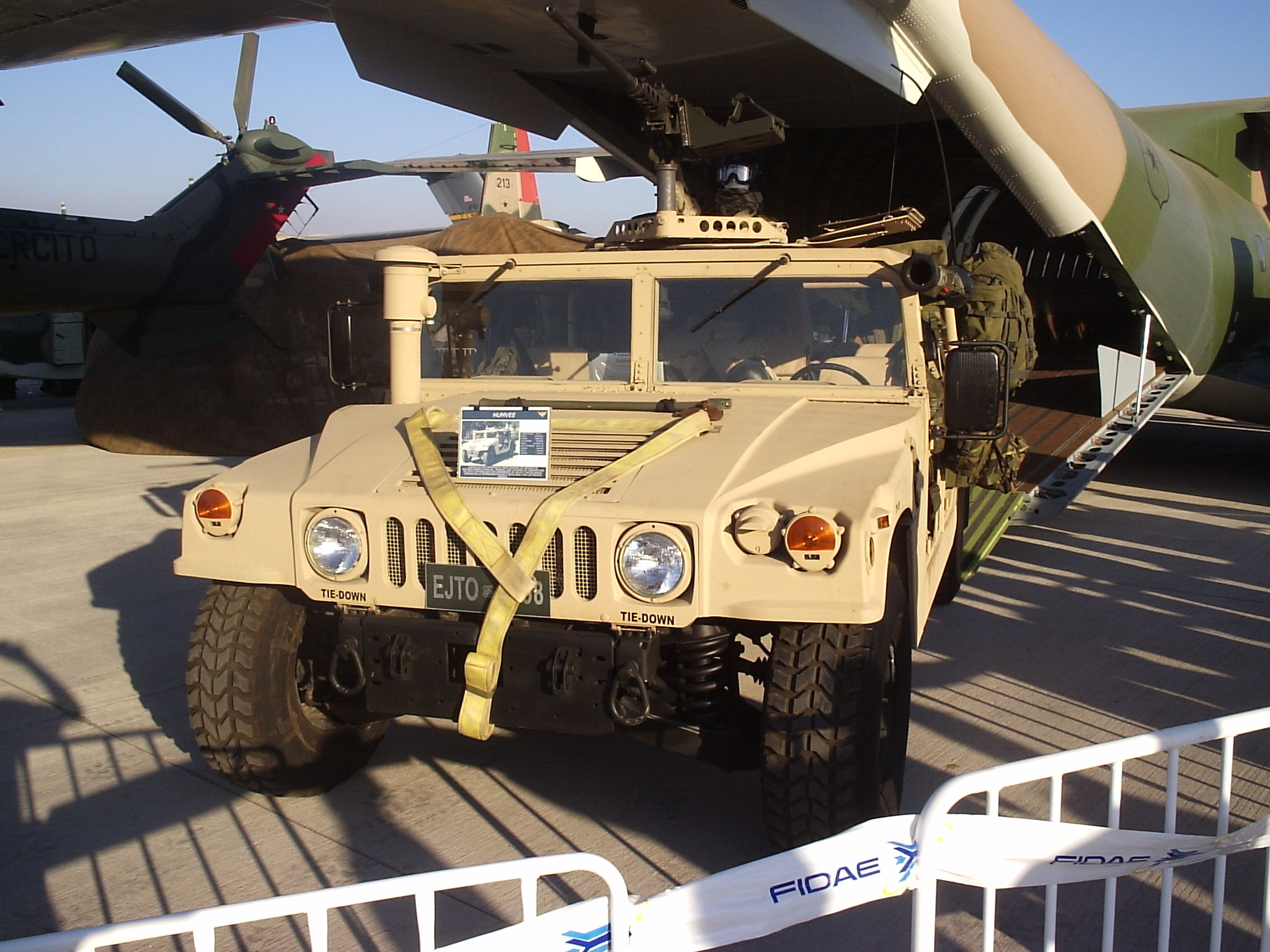
Un M998 de l'Exèrcit de Xile.

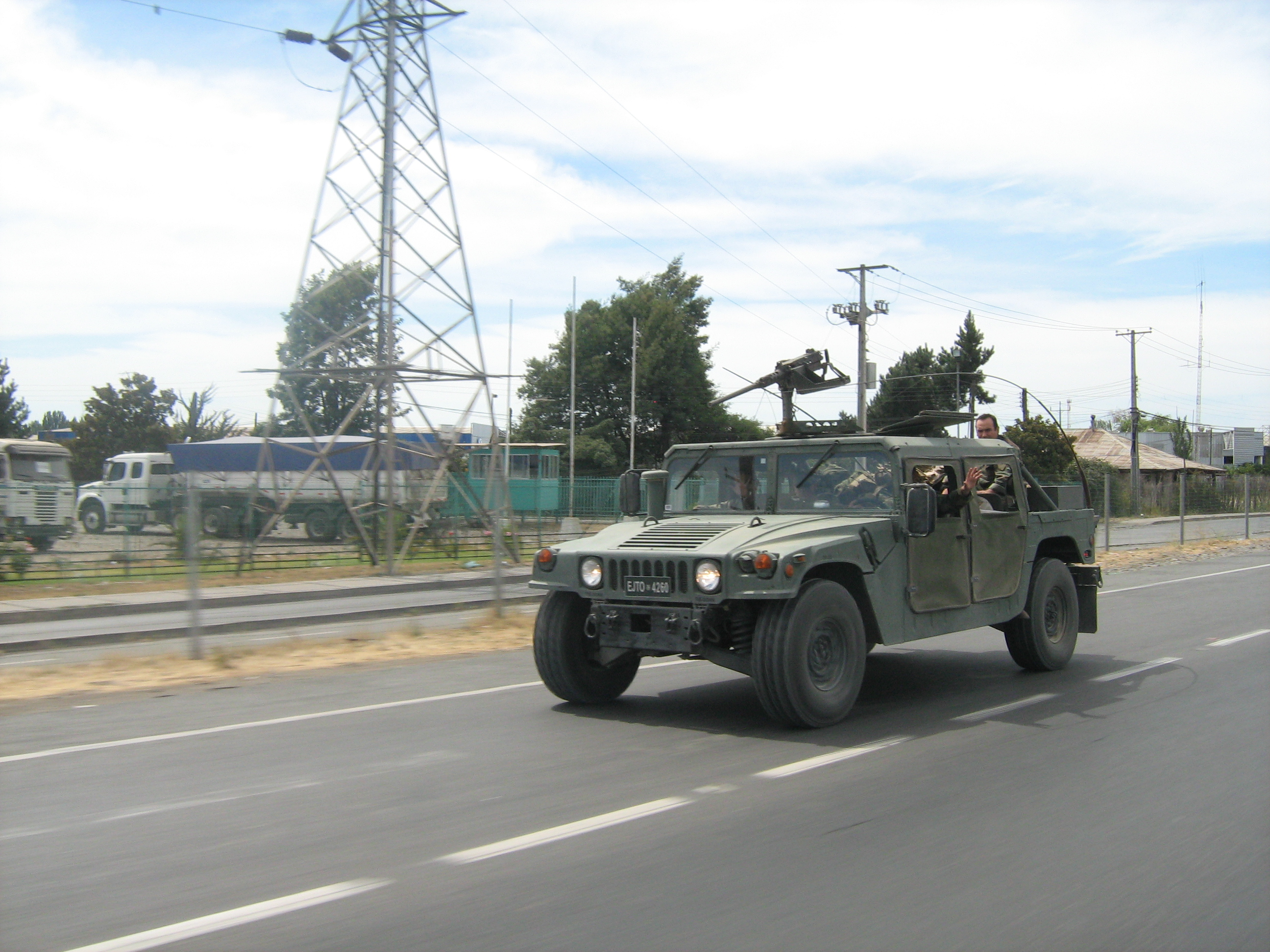
Humvee de l'Exèrcit de Xile prestant col·laboració al terratrèmol de 2010.

L'Humvee no només és usat per les Forces Armades dels Estats Units, sinó també en nombrosos països de tot el món.
Països en els quals opera i nombre d'unitats:
- Afganistan

Usat pel nou exèrcit nacional afganès, s'estima en 600.
- Albània

Més de 300.
- Aràbia Saudita

Quantitat desconeguda.
- Algèria

Més de 200.
- Argentina

Exèrcit Argentí: 34
- Bolívia

Més de 6 per patrullatge.
- Bòsnia i Hercegovina

Va adquirir un petit nombre per a les unitats destacades a Iraq.
- Xile

340 M-1097 a l'Exèrcit de Xile i 60 M-998 el CIM de la Armada de Xile.
- R.P. de la Xina

Quantitat desconeguda.
- Colòmbia

Més de 500. Alguns estan equipats amb sistemes de míssils Tow antitanc i artilleria antiaeérea.
- Croàcia

Va adquirir 42 vehicles per les unitats destacades a l'Afganistan.
- Equador

Més de 130 vehicles operats per l'Exèrcit de l'Equador i una quantitat desconeguda de la Infanteria de Marina.

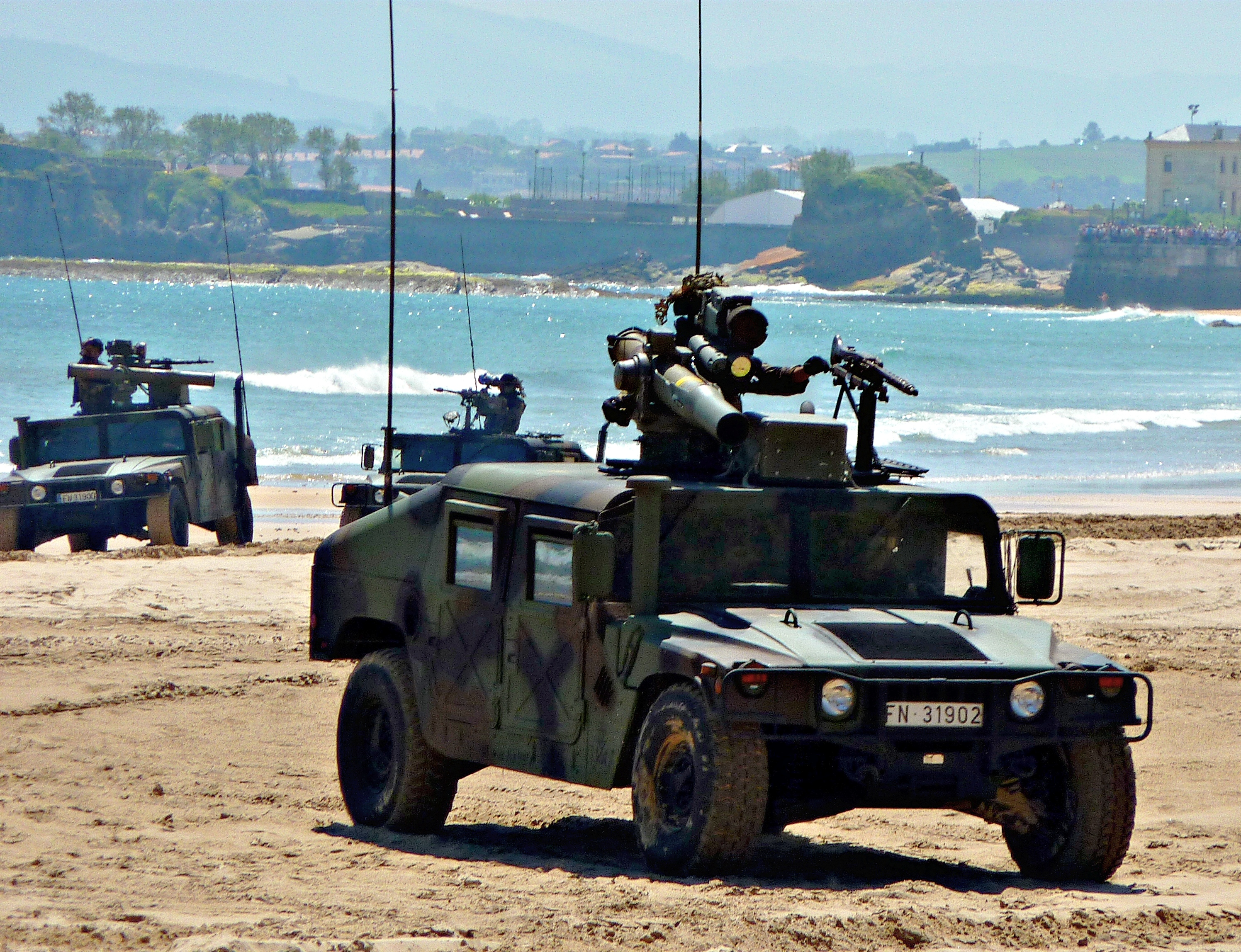
Hummer de la Infanteria de Marina Espanyola equipat amb llançamíssils BGM-71 TOW.

- Egipte

Més de 1.000.
- Eslovènia

30.
- Espanya

Usats només per la  Infanteria de Marina i la Guàrdia Civil. L'Exèrcit de Terra, l'Exèrcit de l'Aire i el Cos Nacional de Policia usen el URO VAMTAC, de similars característiques.
- Eslovènia

Posseeix 25 vehicles adquirits de l'Exèrcit dels Estats Units.
- Filipines

Quantitat desconeguda.
- Grècia

Més de 5.000 fabricats a Grècia per Elbo sota llicència d'AM General.
- Hondures Utilitzats per les Forces Armades d'Hondures
- Iran

10-20 transferits pel Nou Exèrcit Iraquià.
- Iraq

Usat pel Nou Exèrcit Iraquià i les Forces de Seguretat de l'Iraq.
- Israel

Més de 2.000.
- Kosovo

50-80, usats pel Servei de Policia de Kosovo i Cossos de Protecció de Kosovo.
- Letònia

Quantitat desconeguda.
- Líban

230.
- Lituània

Quantitat desconeguda.
- Luxemburg

Quantitat desconeguda.
- Macedònia del Nord

56.
- Mèxic

Més de 4,000 vehicles (i alguns més fets per a operacions especials de les policies municipals fabricats en una mida més reduïda, però amb la mateixa tecnologia).
- Marroc

Més de 450.
- Panamà

Quantitat deconocida
- Perú

122.
- Polònia

217.
- Portugal

Quantitat desconeguda.
- Txèquia

Principalment per a la 601 ª Unitat de Forces Especials.
- Romania

8.
- Sèrbia

50 amb millores especials usats per la  unitat antiterrorista PTJ.
- Taiwan
- Tailàndia

Quantitat desconeguda.
- Turquia

Quantitat desconeguda.
- Ucraïna

10 vehicles, donats per Estats Units per a la força de pau formada per Ucraïna i Polònia (UKRPOLBAT) a Kosovo.
- Veneçuela

L'exèrcit va comprar algunes unitats durant els  anys 90 i també és utilitzat com a vehicle policial en alguns estats federals del país. En el seu reemplaçament, s'ha implementat el desenvolupament propi d'un vehicle conegut com Tiuna, de similars prestacions. La Guàrdia Nacional manté en ús uns pocs exemplars en configuració de vehicles de comunicacions.
- República Dominicana usats per l'Exèrcit Dominicà i el Comando Especial Contra-Terrorisme

## Vehicles similars
- Rússia GAZ-2975 TIGR
- Espanya URO VAMTAC
- Brasil Agrale Marruá
- Veneçuela Tiuna
- Argentina  Brasil VLEGA Gaucho